# Путир
Путир (грч. ποτήρ = посуда за пиће, чаша) је у православној литургији чаша (са дршком) која служи за освештавање вина (разблаженог водом) којим се верници причешћују.
Првобитно обична чаша, путир је већ од 4. века од сребра или злата (по канонским прописима бар изнутра позлаћен). Често је украшен гравурама или емајлираним иконографским мотивима.
У католичној литургији одговара му калеж. 

## Галерија
- Путир
- Путир из храма Свете Тројице у Бабичком на изложби „Јашуњски манастир Свети Јован Претеча” у Градској галерији Народног музеја у Лесковцу.